# Tudománytan

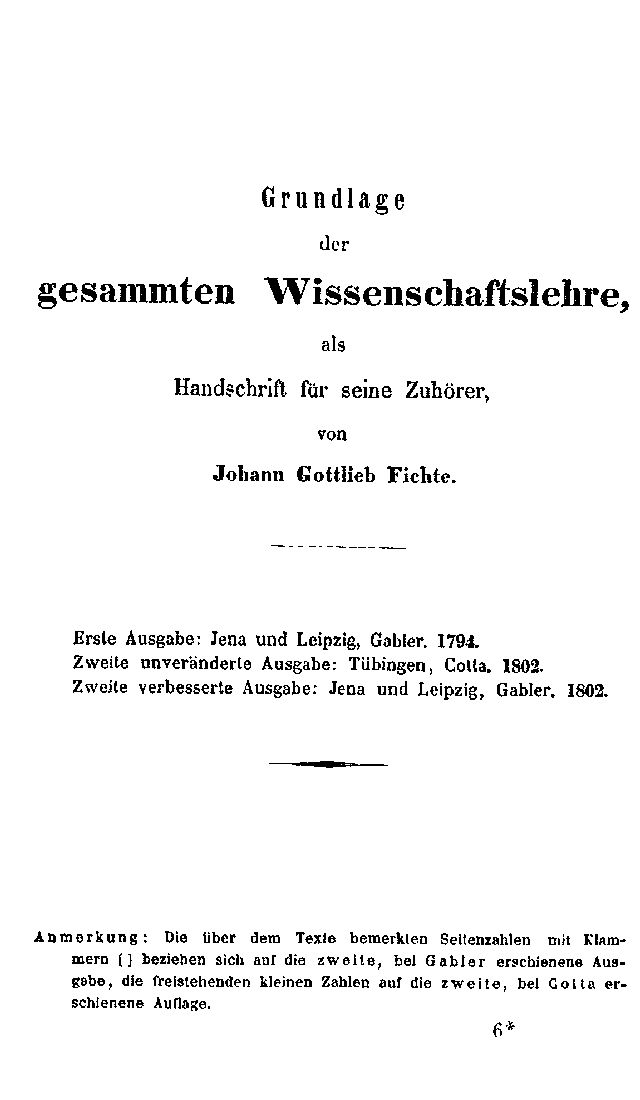
A teljes tudománytan alapjának címlapja az összkiadásban

A teljes tudománytan alapja (németül Grundlage der gesamten Wissenschaftslehre) (1794-1795) Johann Gottlieb Fichte alapvető filozófiai műve, melyben tudománytanát fejti ki.
Tudománytanát Fichte első alkalommal 1794-ben jelentette meg, abban az évben, amikor a jénai egyetem professzori állását megkapta. Mivel elméletét már akkor is alig értették egynéhányan valamelyest, Fichte kénytelen volt haláláig még 9 további megfogalmazásban és verzióban kiadni azt – nem sokkal több sikerrel.
Fichte számára a központi fogalom az Én, mint a Nem-Én határain belüli egyetlen fix pont. Megkülönbözteti egymástól a mindennapi életben használt, mindenki számára ismert és elérhető, a tér- illetve idő kategóriára épülő szemléletet a valódi Énen alapulótól, amelyet megfelelő tudatosítási folyamat eredményeként fedezhetünk fel magunkban. Ezen fejlődést nem lehet tanítani vagy másokkal elvégeztetni, mindenkinek magának kell, aktív cselekvéssel, a saját Én-tudatát felismernie és kifejlesztenie.
Az Én-fejlesztés módszere nem értelmi gondolkodást igényel, hanem intellektuális szemlélést, ami túllép a fogalmi gondolkodáson. Lényege az adott gondolati tartalomra való koncentrálás és a szemlélődő átélés, aminek eredményeként az eredeti gondolatoknál mélyebb tartalmak jelennek meg a tudatban.
A legismertebb – Henrik Steffens, az akkori jénai tanuló által feljegyzett – példa erre az eljárásra Fichte kísérlete tanítványaival: arra kérte őket, hogy először gondoljanak a falra, majd aztán arra, aki a falra gondol éppen (ez utóbbit az intellektuális szemlélés segítségével).
Fichte tanítványa volt többek között Novalis is, egyike azoknak, akik a Tudománytan megértésében a legmesszebbre jutottak (lásd a Fichte-tanulmányait). A filozófus fia, Immanuel Fichte jelentette meg apja műveit elsőként összkiadásban, és Novalishoz hasonlóan ő is elmélyült tanulmányokat folytatott a Tudománytan alapján (A megismerés és önmegismerés). Mintegy 100 évvel a Tudománytan megjelenését követően rostocki doktori disszertációjában (Igazság és tudomány) Rudolf Steiner adott kulcsot a mű értelmezéséhez és megértéséhez.

## ATudománytant kifejtő és megértetni igyekvő Fichte-művek
- A teljes tudománytan alapelvei (Grundlage der gesammten Wissenschaftslehre) (1794)
- Grundriss des Eigenthümlichen der Wissenschaftslehre (1795)
- Első bevezetés a tudománytanba (Erste Einleitung in die Wissenschaftslehre) (1797)
- Második bevezetés a tudománytanba (Zweite Einleitung in die Wissenschaftslehre) (1797)
- Kísérlet a tudománytan új kifejtésére (Versuch einer neuen Darstellung der Wissenschaftslehre) (1797)
- Darstellung der Wissenschaftslehre (1801)
- Die Wissenschaftslehre (1804)
- Die Wissenschaftslehre in ihrem allgemeinen Umrisse (1810)
- Die Wissenschaftslehre (1812)
- Die Wissenschaftslehre (1813)

### Magyarul
- A teljes tudománytan alapelvei PDF In: Magyar Filozófiai Szemle, 55. évf. (2011) 3. sz., 9–30. o. (másik link Archiválva 2020. január 12-i dátummal a Wayback Machine-ben PDF)
- Válogatott filozófiai írások (Gondolat, 1981) ISBN 963 281 043 0
- Tudománytan nova methodo (Jelenkor, 2002) ISBN 963 676 298 8